# Jodocus Lorichius
Jodocus Lorichius (* 1540 in Trarbach; † 29. September 1612 in Freiburg) war ein Theologieprofessor an der Universität in Freiburg im Breisgau. Er war der bedeutendste Vertreter der theologischen Fakultät in der zweiten Hälfte des 16. Jahrhunderts sowie mehrfach Rektor der Universität.

## Leben
Sein Vater war Johannes (Lur-)Käs, Bürgermeister von Trarbach an der Mosel und seine Mutter dessen zweite Frau, er war der älteste von drei Brüdern, seine beiden jüngeren Brüder Simon und Burcardus und  sein älterer Halbbruder Heinrich Casean studierten ebenfalls in Freiburg.
Am 3. Dezember 1562 taucht sein Name erstmals in den Matrikeln der Universität Freiburgs auf, das Bakkalaureat erwarb er am 27. Juni 1564 und den Abschluss als Magister der Artes Liberales machte er am 12. Februar 1566. Zwei Jahre später, 1568, begann er sein Theologiestudium als Stipendiat der Bapst-Stiftung. Damit war die Verpflichtung verbunden nach dem Studium für die Universität zu arbeiten. Er schloss das Studium mit den drei Promotionen zum Baccalaureus biblicus am 8. Februar 1572, zum Baccalaureus sententiarius am 7. November 1572 und zum Baccalaureus formatus am 4. Dezember 1573 ab. Am 15. Juli 1574 übernahm er provisorisch den Lehrstuhl seines Lehrers Johann Caspar Neubeck und erwarb den Titel des Doktor der Theologie. Die endgültige Berufung auf den Lehrstuhl erfolgte 1575, gefolgt von der Berufung in den Senat am 28. April 1575 und der Stellung als Primarius – erster Professor – im Jahre 1578.

## Werk
Besonders wichtig war seine lateinische Übersetzung des „Combattimento spirituale“ (Venezia 1589) des neapolitanischen Theatinerpaters Lorenzo Scupoli, welche in 20 Auflagen nachgewiesen und in Europa weit verbreitet ist. Das zweibändige enzyklopädische Werk „Thesaurus novus utriusque Theologiae theoreticae et practicae“ aus dem Jahre 1609 erschien 1621 in einer zweiten Auflage und wird als sein reifste Werk erachtet. Neben seinen theologischen Werken war er intensiv in der Organisation der Universität eingebunden. So war er an der Ordnung des Universitätsarchivs, des Bibliotheksarchivs und des Bibliotheksregistraturverzeichnisses, sowie an der Erstellung des Lehensbuches der Universität beteiligt. Der theologischen Fakultät stand er 21-mal vor und 9-mal war er Rektor der Universität. 1576, als wegen der Pest die Vorlesungen nach Radolfzell verlegt wurden, war er Vizerektor. In seine Zeit fielen die Neubearbeitung der Statuten der theologischen Fakultät (1578 und 1586), die Neuformulierung der Aufgaben des Rektors (1580) sowie die Herausgabe der allgemeinen Universitätsstatuten (1581 und 1583).
Er war ein starker Verfechter der Eigenständigkeit der Universität und ein Gegner des Wunsches des Landesherren, Jesuiten an die Universität zu berufen, da diese durch ihr striktes Gebot zum Gehorsam gegenüber ihrem Oberen in ihren Entscheidungen nicht nur der Universität verantwortlich sind.
Für die Studenten machte er sich über die Freiburger Privatkollegien stark, speziell das Collegium Pacis wurde von ihm finanziell unterstützt. Dort war er auch nach seiner Emeritierung von 1607 bis 1610 erzieherisch tätig.
Nach seiner Emeritierung am 7. Januar 1605 zog er sich in die Freiburger Karthause zurück. Am 6. Februar 1610 trat er den Kartäusern bei, seine Profess war am 17. März 1611.

## Werke
Ein Auszug aus seinen 53 Werken
- »De sacris traditionibus et voluntario Dei cultu« (Ingolstadt 1579)
- »Thesaurus novus utriusque Theologiae theoreticae et practicae« (1609)